# Dinochloa glabrescens
Dinochloa glabrescens är en gräsart som beskrevs av Elizabeth A. Widjaja. Dinochloa glabrescens ingår i släktet Dinochloa och familjen gräs.
Artens utbredningsområde är Sumatera. Inga underarter finns listade i Catalogue of Life.